# Kanton Limoges-Vigenal
Kanton Limoges-Vigenal (francouzsky Canton de Limoges-Vigenal) je francouzský kanton v departementu Haute-Vienne v regionu Limousin. Tvoří ho pouze část města Limoges.